# Браян Гонсалес (футболіст)
Браян Гонсалес (ісп. Bryan González; нар. 10 квітня 2003, Сьюдад-Хуарес) — мексиканський футболіст, півзахисник клубу «Пачука» та національної збірної Мексики. Чемпіон Мексики. Переможець Ліги чемпіонів КОНКАКАФ.

## Клубна кар'єра
Народився 10 квітня 2003 року в місті Сьюдад-Хуарес, та є вихованцем футбольної школи клубу «Пачука». Професійну футбольну кар'єру Гонсалес розпочав 2020 року в основній команді клубу «Пачука», у складі якої станом на листопад зіграв 75 матчів у чемпіонаті країни. У складі «Пачуки» футболіст став чемпіоном Мексики та переможцем Ліги чемпіонів КОНКАКАФ.

## Виступи за збірні
У 2019 році Браян Гонсалес дебютував у складі юнацької збірної Мексики, загалом на юнацькому рівні взяв участь у 13 іграх, відзначившись 3 забитими голами.
З 2021 року Гонсалес грає у складі молодіжної збірної Мексики. На молодіжному рівні зіграв у 4 офіційних матчах.
У 2023 році Браян Гонсалес дебютував у складі національної збірної Мексики. У складі збірної був учасником розіграшу Кубка Америки 2024 року у США. Станом на листопад 2024 року зіграв у складі збірної 1 матч, у якому забитими м'ячами не відзначився.

## Титули і досягнення
- Чемпіон Мексики (1):

«Пачука»: Апертура 2022
- Переможець Ліги чемпіонів КОНКАКАФ (1):

«Пачука»: 2024